# La Mailleraye-sur-Seine
La Mailleraye-sur-Seine era una población y comuna francesa, situada en la región de Normandía, departamento de Sena Marítimo, en el distrito de Rouen y cantón de Notre-Dame-de-Gravenchon, que el uno de enero de 2016 se unió a la comuna de Saint-Nicolas-de-Bliquetuit formando la nueva comuna de Arelaune-en-Seine, y pasando a ser una comuna delegada de la misma.

## Demografía
| 1618 | 1601 | 1670 | 1694 | 1810 | 1833 | 1997 |
| Para los censos de 1962 a 1999 la población legal corresponde a la población sin duplicidades (Fuente: INSEE [Consultar]) |      |      |      |      |      |      |